# Podatek od gier
Podatek od gier – rodzaj podatku, uregulowanego przez ustawę z dnia 19 listopada 2009 r. o grach hazardowych (Dz.U. z 2025 r. poz. 595, dalej: ustawa).

## Zakres podmiotowy opodatkowania
Zgodnie z art. 71 ustawy opodatkowaniu podatkiem od gier podlegają podmioty prowadzące działalność w zakresie gier losowych i zakładów wzajemnych.
Obowiązek podatkowy w podatku od gier powstaje z chwilą rozpoczęcia wykonywania działalności. Obowiązek podatkowy kończy się z chwilą zaprzestania wykonywania działalności.

## Podstawa opodatkowania
Podstawę opodatkowania podatkiem od gier stanowi (zgodnie z art. 73 ustawy):
- w loteriach i grze telebingo – suma wpływów uzyskanych ze sprzedaży losów lub innych dowodów udziału w grze;
- w grach liczbowych – suma wpłaconych stawek;
- w wideoloteriach – kwota stanowiąca różnicę między kwotą wpłaconą lub zakredytowaną w pamięci terminala a sumą wygranych uzyskanych przez uczestników gier;
- w grze bingo pieniężne – wartość nominalna kartonów zakupionych przez spółkę;
- w grze bingo fantowe – wartość nominalna kartonów użytych do gry;
- w grach cylindrycznych, grach w kości i grach w karty – kwota stanowiąca różnicę pomiędzy sumą wpłat gotówkowych z tytułu wymiany żetonów w kasie i na stole gry a sumą wypłaconych z kasy kwot za zwrócone żetony;
- w grach na automatach – kwota stanowiąca różnicę między kwotą uzyskaną z wymiany żetonów do gry lub wpłaconą do kasy salonu i zakredytowaną w pamięci automatu lub wpłaconą do automatu a sumą wygranych uzyskanych przez uczestników gier;
- w pokerze, w którym uczestnicy grają pomiędzy sobą a kasyno urządza grę – suma wpływów kasyna z tego tytułu;
- w zakładach wzajemnych – suma wpłaconych stawek.

## Zapłata podatku
Podmioty podlegające opodatkowaniu podatkiem od gier są obowiązane do obliczania i wpłacania podatku od gier za okresy miesięczne (art. 75). Podatek od gier jest wpłacany na rachunek właściwej izby celnej w terminie do 10 dnia miesiąca następującego po miesiącu, którego dotyczy rozliczenie.

## Stawki podatku
Stawki podatku, zgodnie z art. 74 ustawy, wynoszą w przypadku:
- loterii fantowej i gry bingo fantowe – 10%;
- loterii pieniężnej – 15%;
- gry liczbowej – 20%;
- gry bingo pieniężne, gry telebingo, loterii audioteksowej i pokera rozgrywanego w formie turnieju gry pokera – 25%;
- gry na automacie, gry cylindrycznej, gry w kości, gry w karty, z wyłączeniem pokera rozgrywanego w formie turnieju gry pokera – 50%;
- zakładów wzajemnych na sportowe współzawodnictwo zwierząt na podstawie zezwoleń udzielanych wyłącznie na ich urządzanie – 2,5%;
- zakładów wzajemnych innych niż wymienione powyżej – 12%.